# Herbert Jefferson Jr.
Herbert Jefferson Jr. (ur. 28 września 1946 r. w Sandersville, w stanie Georgia) – amerykański aktor telewizyjny i teatralny.
Dorastał w Jersey City, w stanie New Jersey. W 1969 roku ukończył z wyróżnieniem Amerykańską Akademię Sztuk Dramatycznych w Nowym Jorku. Stał się rozpoznawalny dzięki roli porucznika Boomera w serialu Battlestar Galactica (1978-79) i spin-off Galactica 1980 (1980). W 1976 roku w ekranizacji telewizyjnej powieści Irwina Shaw dla sieci ABC Pogoda dla bogaczy (Rich Man, Poor Man) zagrał Roya Dwyera, marynarza zatrudnionego w żegludze handlowej, przyjaciela Toma Jordache (w tej roli Nick Nolte) i jego partnera biznesowego.

## Filmografia

### Filmy fabularne
- 1984: Airwolf jako Carrier Commander
- 1995: Epidemia (Outbreak) jako lekarz z Bostonu
- 1995: Apollo 13 jako reporter

### Seriale TV
- 1970: Mission: Impossible jako Luddy
- 1971: Nocna galeria (Night Gallery) jako Tom Mboya
- 1973: Mission: Impossible jako James ‘Gunner’ Loomis
- 1974: Ulice San Francisco (The Streets of San Francisco) jako Jimbo Hudson
- 1975: McCloud jako ojciec Livingston
- 1976: Pogoda dla bogaczy (Rich Man, Poor Man) jako Roy Dwyer
- 1976: McCloud jako lekarz
- 1977: Szysznyk jako Danny
- 1977: Ulice San Francisco (The Streets of San Francisco) jako Jerry Washington
- 1978-79: Battlestar Galactica jako porucznik Boomer
- 1980: Galactica 1980 jako porucznik Boomer
- 1982: T.J. Hooker jako sierżant Benteen
- 1982: Nieustraszony (Knight Rider) jako Muntzy
- 1984: Airwolf jako Carrier Commander
- 1984: Diukowie Hazzardu (The Dukes of Hazzard) jako agent Walden
- 1984: Niebezpieczne ujęcia (Cover Up) jako nowojorski policyjny kapitan
- 1985: Alfred Hitchcock przedstawia (Alfred Hitchcock Presents) jako oficer policyjny
- 1987: Posterunek przy Hill Street (Hill Street Blues) jako Earl Phillips
- 1994: Ostry dyżur (ER) jako policjant 2
- 1996: Jak dwie krople czekolady (Sister, Sister) jako Coach
- 1999: Sunset Beach jako główny mechanik Price